# Grone (westfälisches Adelsgeschlecht)

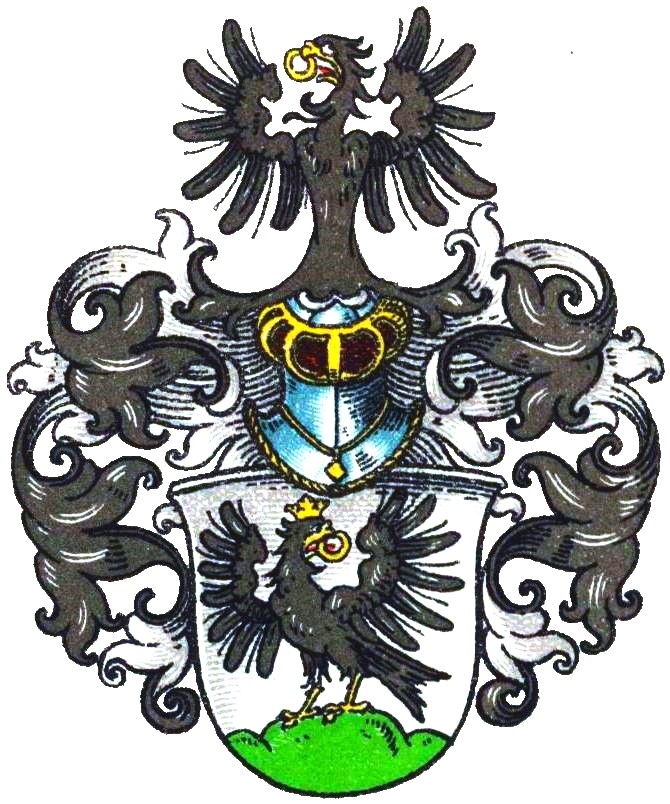
Wappen derer von Grone im Wappenbuch des Westfälischen Adels

Grone ist der Name eines erloschenen westfälischen Adelsgeschlechts.
Die Familie ist zu unterscheiden von zwei gleichnamigen, aber wappenverschiedenen und nichtverwandten Adelsgeschlechtern, den niedersächsischen Grone und den eichsfeldischen Grone.

## Geschichte
Das Geschlecht stammt aus dem Mindenschen. Es saß auf dem nach der Familie „Gronen Hof“, später Gut Oheimb genannten Haus in Holzhausen, Ortsteil von Porta Westfalica.
Johann Friedrich von Grone, kaiserlicher Hauptmann, Erbsasse im Fürstentum Minden, erhielt am 17. Januar 1652 eine kaiserliche Adelsbestätigung mit Wappenbesserung.
Am 25. Oktober 1708 erhielt der königlich-preußische Oberst Johann Levin von Grone zu Holzhausen seine Erhebung in den Adelsstand. Am gleichen Tag wurden seiner Ehefrau Anna Elisabeth Meyers und ihren Söhnen Johann Friedrich und Wilhelm August der rittermäßige Adelsstand mit dem Namenszusatz „von Meyersthal“ verliehen. Am 18. August 1712 erhielt Johann Levin von Grone die Bestätigung seines Adels von König Friedrich I.
Nach dem Aussterben des Geschlechts im Mannesstamm, das letzte männliche Familienmitglied starb 1772, ging der Familienbesitz auf die Tochter Charlotte Lucie über. Sie war mit Oberst Georg Wilhelm von Oheimb verheiratet.

## Wappen
Blasonierung des Stammwappens: In Silber auf grünem Dreiberg ein schwarzer goldgekrönter auffliegender Adler (oder Rabe), der sich nach links umsieht und einen goldenen Ring im Schnabel hält. Auf dem Helm mit schwarz-silbernen Helmdecken der Adler wachsend rechtssehend.